# Basamum
Basamum era una deidad adorada en el sur de la Arabia pre-islámica. Su nombre puede ser derivado del proto-árabe basam, o bálsamo, una planta utilizada en medicinas antiguas, indicando que  pudiera haber sido una deidad  asociada con la sanación o con la salud. Un  texto antiguo mencionó a Basamum sanando a dos cabras enfermas o ibexes.